# Jedlovec Mertensův ve Šluknově
Jedlovec Mertensův je památným stromem ve Šluknově v okrese Děčín. Strom byl prohlášen za chráněný v roce 1996 jako příklad vzácně introdukované dřeviny a krajinné dominanty ve městě. Strom roste v zahradě činžovního domu asi 50 m jz. od náměstí při ul. Dr. Edvarda Beneše. Jedinec dosahuje dle měření z roku 2009 výšky 14 m, přičemž koruna zabírá 10 m, výčetní tloušťka kmene je 97 cm. Stáří stromu je odhadováno na 100 let.
Ve Šluknově roste ještě jedlovec Mertensův s dvojitým kmenem při patě Křížového vrchu nedaleko Památníku padlých za 1. světové války, ze Šluknovského výběžku je znám také statný exemplář z Brtníků, který roste v zahradě domu č. p. 46.

## Památné stromy v okolí
- Lípa na náměstí ve Šluknově
- Lípa ve Svojsíkově ulici